# 敏建鎮區
敏建鎮為緬甸曼德勒省敏建縣的鎮區。2014年人口276,096人，區域面積985.93平方公里。該鎮下分118個村里。敏建為該鎮之首府。